# 池田1号墳 (多治見市)
池田1号墳（いけだいちごうふん、池田1号古墳）は、岐阜県多治見市池田町にある古墳。形状は円墳。多治見市指定史跡に指定されている（指定名称は「池田1号古墳」）。

## 概要
岐阜県東部、土岐川支流の辛沢川北岸において、辛沢川が開いた谷を望む丘陵尾根突端部（標高約135メートル）に築造された古墳である。2002-2003年度（平成14-15年度）に発掘調査が実施されている。
墳形は円形で、直径約14メートルを測る。埋葬施設は横穴式石室で、南西方向に開口する。当初は両袖式横穴式石室として構築され、のちに竪穴系横口式石室へと改変された珍しい例（東海地方では報告なし）として注目される。石室内の調査では、副葬品として耳環・鉄製品（刀子・鉄鏃など）・須恵器（高坏・長頸壺・短頸壺・𤭯など）が検出されている。築造時期は古墳時代後期の6世紀末頃で、7世紀前半頃に石室の改変がなされたのち、7世紀後半頃まで4・5回の追葬が想定される。
古墳域は2005年（平成17年）に多治見市指定史跡に指定されている。現在では史跡整備のうえで公開されている。

## 遺跡歴
- 2002-2003年度（平成14-15年度）、喜多緑地公園整備に伴う発掘調査（多治見市文化財保護センター、2004年に報告）。
- 2004年度（平成16年度）、保存整備工事。
- 2005年（平成17年）8月26日、多治見市指定史跡に指定。

## 埋葬施設

石室俯瞰図

石室展開図

埋葬施設としては横穴式石室が構築されており、南西方向に開口する。当初は両袖式横穴式石室として構築されたが、のちに竪穴系横口式石室へと改変されたとみられる。当初の両袖式横穴式石室の規模は、玄室長さ3.9メートル・幅1.6メートル、羨道長さ約4メートルを測る。この当初石室から、玄室の床面を数十センチメートルかさ上げするとともに、玄室の開口部を狭めて板石を立てて閉塞することで、開口部から玄室にかけて1段下がる構造へと改変されている。
調査時点では石室の天井石は失われていたが、保存整備では側壁の一部と天井石を補うとともに、玄室は築造当初、羨道は改変後の状態に復元されている。

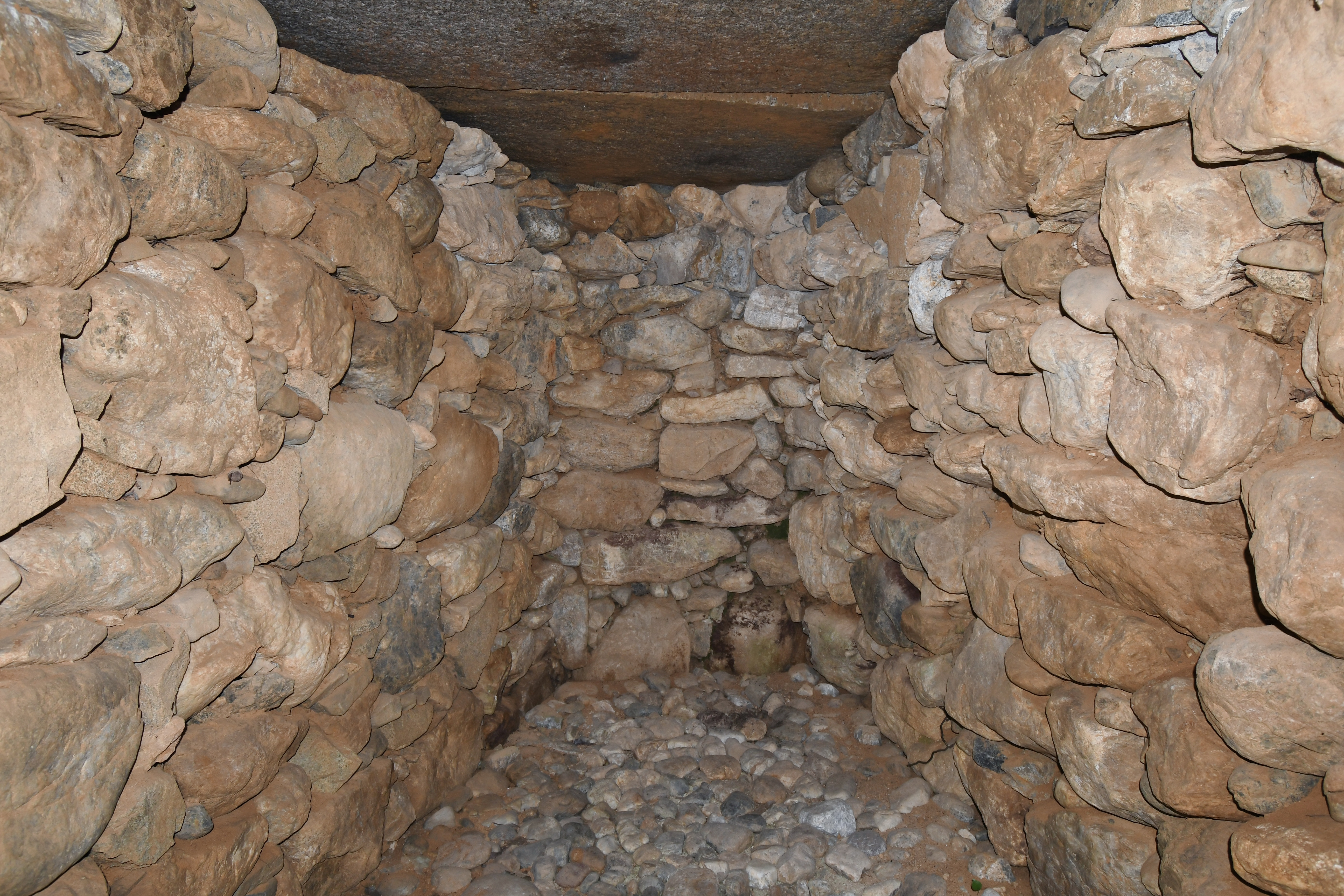
玄室（奥壁方向）
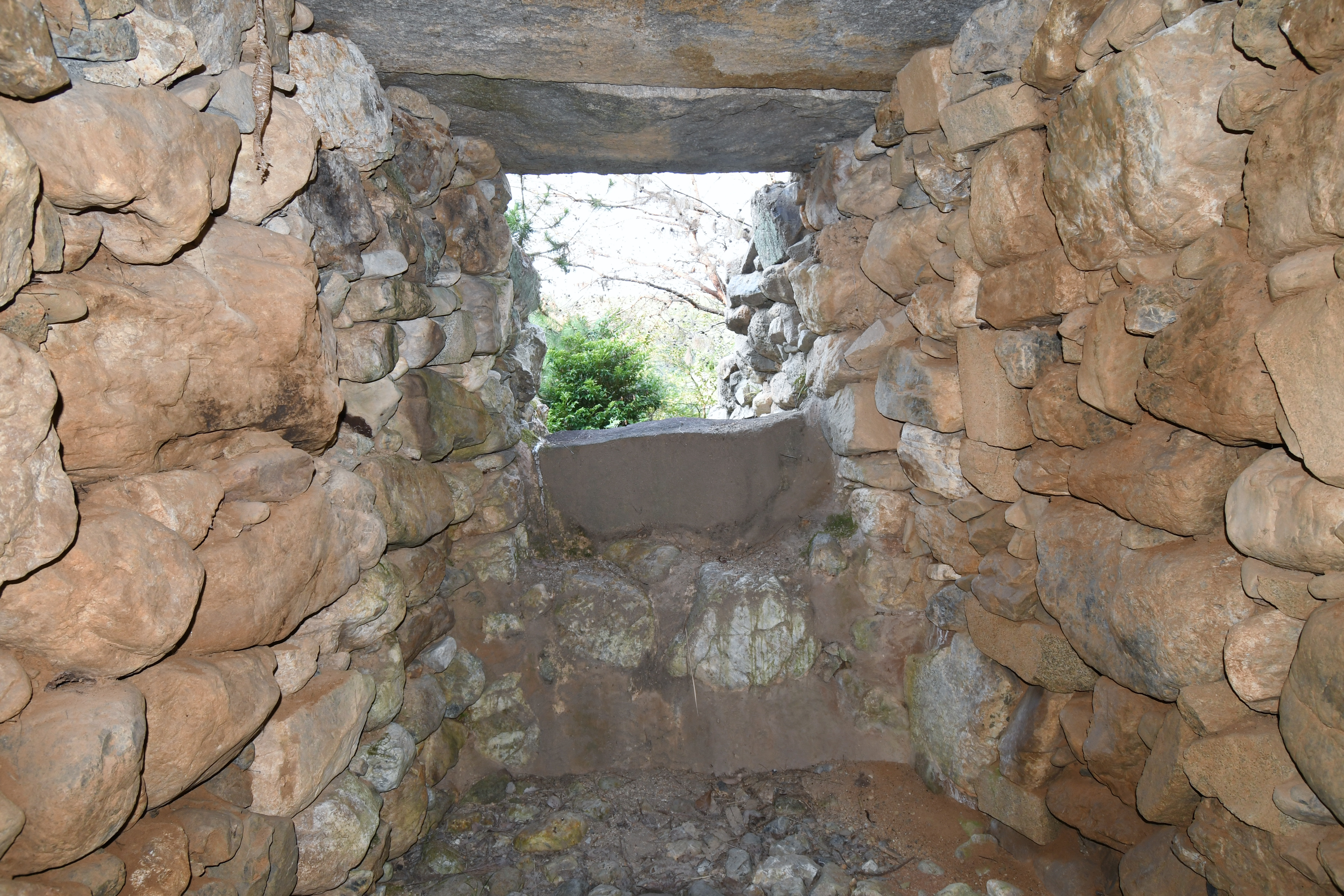
玄室（開口部方向）
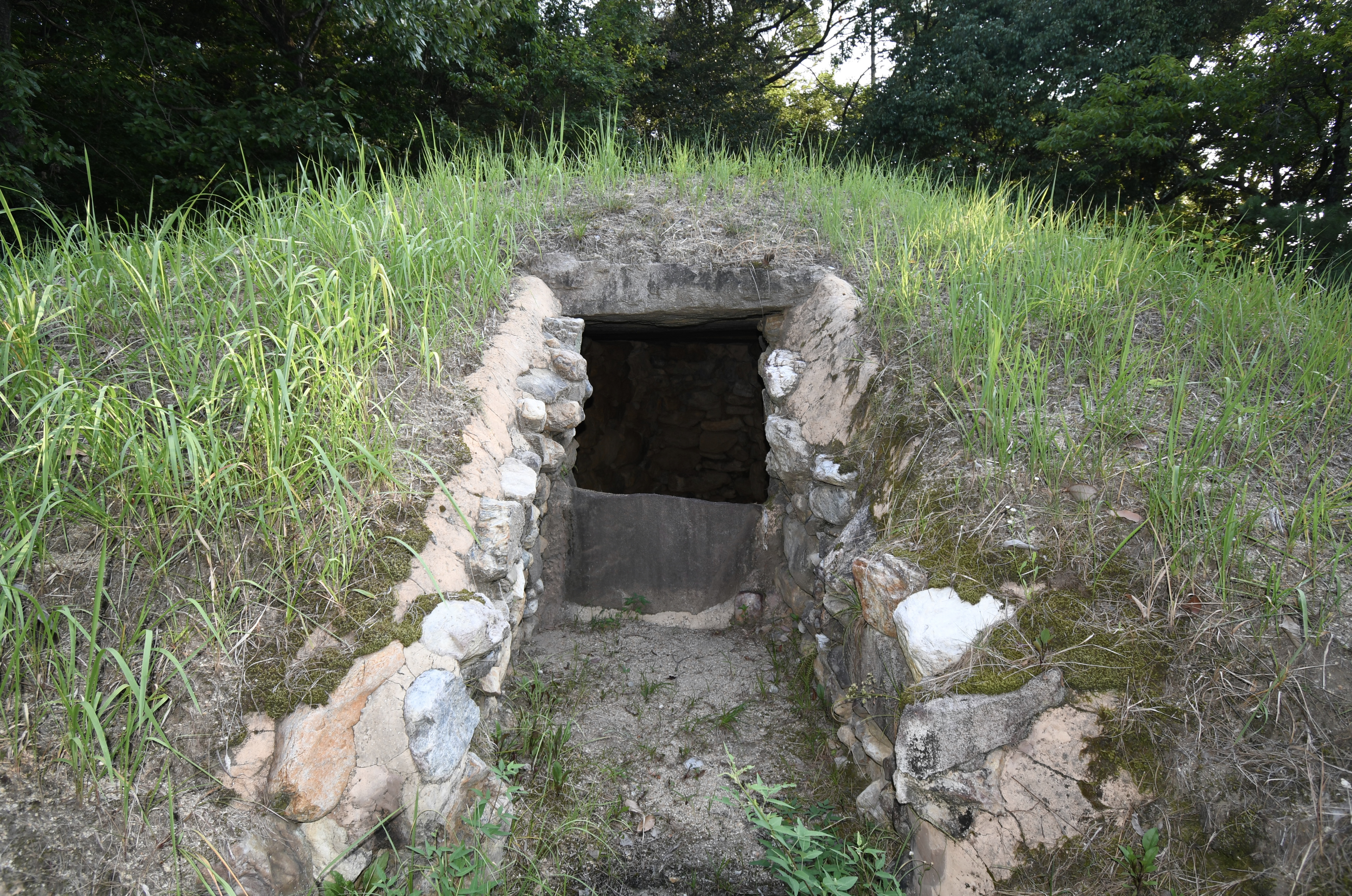
開口部

## 文化財

### 多治見市指定文化財
- 史跡
  - 池田1号古墳 - 2005年（平成17年）8月26日指定。

## 関連文献
（記事執筆に使用していない関連文献）
- 『池田1号古墳 -喜多緑地公園整備事業に伴う埋蔵文化財発掘調査報告書-』多治見市教育委員会〈多治見市埋蔵文化財発掘調査報告書第74号〉、2004年。